# هربرت سانت جون
هربرت سانت جون (بالإنجليزية: Herbert St. John)‏ هو لاعب كرة قدم أمريكية أمريكي، ولد في 17 يناير 1926 في بيري في الولايات المتحدة، وتوفي في 29 يونيو 2011.